# Ферентина
Ферентина (лат. Ferentina) ― богиня древнеримского пантеона, защитница союза латинских городов и римского государства в целом. Также считалась богиней воды и плодородия и покровительницей города Ферентинум (ныне Ферентино) в Лации. 
Роща близ Альбы-Лонги в Альбанских горах, посвящённая богине (lucus Ferentina), использовалась в качестве места известной встречи предводителей латинских городов с последним царём Рима Луцием Тарквинием Гордым в начале его правления. Предводитель Ариции, Терний Гердоний по приказу Тарквиния был утоплен в священных водах рощи.
Священная роща Ферентины также фигурирует в жизнеописании Гая Марция Кориолана. В 491 году до н. э. вольский лидер Аттий Тулий Ауфидий стремился вызвать волнения в Риме, умудрив римский сенат изгнать вольсков из города во время Великих Игр. Аттий встретил бегущих вольсков в роще Ферентины и выступив перед ними с речью, воспламенил их вражду к Риму. Действия Аттия привели к войне между Римом и народом вольсков.
Имя «Ferentina» происходит от латинского глагола «fero» — «производить», поэтому буквально имя богини означает «она плодоносна».
По мнению некоторых англосаксонских учёных культ Ферентины в Альбанских холмах может быть связан с культом Дианы в древней Ариции, сегодняшней Неми. Этот культ известен своим единственным испытанием, которое должен был пройти кандидат, если бы он хотел стать жрецом святилища, то есть «rex nemorensis»: ему необходимо было физически убить на дуэли предыдущего священника. Предполагается, что Ферентина символизировала конец и начало нового жизненного цикла.